# Alex Fassina
Alessandro Fassina, dit Alex Fassina (né le 1er janvier 1966) est un ancien pilote de rallye italien.

## Biographie
Alex Fassina débute en compétition en 1985 dans la péninsule italienne.
Il vient au championnat européen en 1988, et y dispute 12 courses jusqu'en 1994, avec Max Chiapponi à ses côtés à compter de 1989 (meilleurs résultats: 3e au della Lana 1989, au Piancavallo 1994, et aux 24 Heures d'Ypres la même année).
Le WRC l'attire pleinement de 1991 à 1993. Il y dispute au total 16 courses, avec Chiapponi jusqu'en 1992, puis Luigi Pirollo en 1993.
Son père est l'ancien pilote de rallyes Champion d'Europe Antonio Fassina, né en 1945.

## Palmarès

### Titre
- Champion du Monde des rallyes des voitures de production (P-WRC): 1993, sur Mazda 323 GTR (copilote L.Pirollo).

### 4 victoires en P-WRC
- 1990: Rallye Sanremo;
- 1993: Rallye du Portugal;
- 1993: Rallye de l'Acropole;
- 1993: Rallye de Catalogne;
  - 2e du rallye de Nouvelle-Zélande en 1993.